# Étienne-Joseph Boissonnade
Pour les articles homonymes, voir Boissonnade.
Étienne-Joseph Boissonnade est un architecte français des monuments historiques né à Saint-Geniez-d'Olt (Aveyron) le 29 décembre 1796, et mort à Rodez le 22 avril 1862.

## Biographie
Étienne-Joseph Boissonnade a été l'élève de Jean-Nicolas-Louis Durand, professeur à l’École polytechnique.
Le 9 novembre 1820, le préfet de l'Aveyron, Joseph d'Arros, promulgue un arrêté créant la fonction d'architecte départemental qui a pour tâche « de dresser les plans et les devis des réparations et reconstructions départementales ». Boissonnade est nommé architecte du département de l'Aveyron à partir de 1821. Il est le premier titulaire de ce poste. Il est chargé des édifices diocésains de Rodez à partir de 1823.
Dès sa nomination, Étienne-Joseph Boissonnade va faire des devis pour entreprendre la restauration de la cathédrale de Rodez. Dès 1821, il intervient sur la charpente et des travaux extérieurs avec des purges, des rejointoiements et des ragréages, ainsi que sur le clocher. Il a aussi dégagé le chevet des maisons qui se trouvaient contre. À l'intérieur de la cathédrale, il a rehaussé le sol de la nef et des chapelles. Il est aussi intervenu pour la restauration des éléments sculptés. Après 1858, il a entrepris de dégager le chevet pour limiter les effets de l'humidité dans la cathédrale.
Le préfet de l'Aveyron a acheté le 12 juin 1823 l’hôtel Le Normant d’Ayssènes construit en 1710 pour en faire l'hôtel de la préfecture. Pour agrandir le bâtiment, deux maisons adjacentes sont achetées et détruites. Étienne-Joseph Boissonnade est chargé de la réalisation du projet qui est terminé en 1829.
Avec les membres de la Société des arts et lettres de l'Aveyron, créée en 1836, il a participé à la redécouverte de l'aqueduc romain de Rodez. L'aqueduc, long d'une trentaine de km, captait l'eau dans une source située à Vors. l'aqueduc a fonctionné pendant cinq siècles au moins, avant d'être abandonné.
Entre 1836 et 1849, Étienne-Joseph Boissonnade a remis en état l'abbatiale Sainte-Foy de Conques en faisant les réparations les plus urgentes. Cette remise en état se limite d'abord à des opérations d'entretien : assainir l'édifice, enlever les terres accumulées au pied du mur nord, réouverture de certaines fenêtres, restauration de la couverture de la nef. À l'extérieur, il a repris la maçonnerie de la base des contreforts du côté nord et il a procédé à un rejointoiement général au chevet et à la façade sud du transept qui avaient souffert de l'incendie de 1568. À l'intérieur, il a fait gratter les nombreuses couches de badigeon sur les murs et les sculptures et a démoli la clôture du chœur en 1840.
Il est nommé inspecteur des monuments historiques en 1840 et il a reçu en 1845 la médaille des monuments historiques. Il est maintenu architecte diocésain en 1848.
Jean-Baptiste Vanginot est nommé architecte diocésain de Rodez après son décès.

## Ouvrages
- Restauration de la cathédrale de Rodez à partir de 1821.
- Temple protestant de Camarès, construit entre 1822 et 1825[7].
- Hôpital de Millau, dit hôtel-Dieu, construit en 1824[8].
- Maison d'arrêt de Millau, construite en 1825.
- Agrandissement et aménagement de l'hôtel de la préfecture de l'Aveyron, à Rodez, construit en 1829.
- Palais de justice de Millau, construit en 1837.
- Restauration de l'abbatiale Sainte-Foy de Conques, entre 1836 et 1849.
- Orangerie de l'hôtel de Sambucy de Sorgue, à Millau.
- Ancienne prison d'Espalion, construite entre 1838 et 1844.
- Filature de Salles-le-Source 1840[9]
- Chapelle Paraire de l'ancien asile d'aliéné de Rodez, construit en 1842.
- Ancien palais de justice actuellement hôtel de ville de Villefranche-de-Rouergue dont il fait les premiers plans en 1853, avant sa construction en 1861 par l'architecte Jean-Baptiste Vanginot[10].
- Clocher de l'église Saint-Augustin de Villefranche-de-Rouergue, construit en 1861[11].